# Eupithecia nigrithorax
Eupithecia nigrithorax är en fjärilsart som beskrevs av W. Warren 1904. Eupithecia nigrithorax ingår i släktet Eupithecia och familjen mätare. Inga underarter finns listade i Catalogue of Life.